# Catedral de Nuestra Señora de Lourdes (Maradi)
La Catedral de Nuestra Señora de Lourdes o simplemente Catedral de Maradi (en Francés: Cathédrale Notre Dame de Lourdes de Maradi) es el nombre que recibe un edificio religioso que se encuentra ubicado en la localidad de Maradi, la tercera ciudad más grande en el país africano de Níger.
Empezó como una iglesia parroquial que fue establecida formalmente el 10 de abril de 1954. Sigue el rito romano o latino y sirve como la sede de la diócesis de Maradi (Dioecesis Maradensis) que fue creada en el 2001 por el Papa Juan Pablo II mediante la bula "Summa diligentia" y que es sufragánea de la archidiócesis de Niamey. Esta bajo la responsabilidad pastoral del obispo Ambroise Ouédraogo.
La catedral cesó temporalmente sus actividades regulares en enero de 2015 por los ataques a iglesias que se produjeron en el país después de las caricaturas publicadas por Charlie Hebdo. 